# Things to Do in Denver When You're Dead
Things to Do in Denver When You're Dead är en amerikansk film från 1995 i regi av Gary Fleder och med manus av Scott Rosenberg. Filmens titel kommer från en låt av Warren Zevon med samma namn. 
Filmen hade svensk biopremiär 3 maj 1996. 

## Handling
Jimmy the Saint (Andy Garcia), en pensionerad gangster, blir kontaktad av The Man With The Plan (Christopher Walken), hans tidigare boss, för ett nytt uppdrag. Jimmy tvingas tacka ja och samlar ihop sitt gamla gäng, Franchise, Pieces, Critical Bill och Easy Wind. Under utförandet går dock någonting snett och The Man With The Plan är inte nöjd. De har nu 48 timmar kvar att leva.

## Rollista
- Andy Garcia - Jimmy "The Saint" Tosnia
- Christopher Walken - The Man With The Plan
- Christopher Lloyd - Pieces
- William Forsythe - Franchise
- Bill Nunn - Easy Wind
- Treat Williams - Critical Bill
- Jack Warden - Joe Heff
- Steve Buscemi - Mister Shhh
- Fairuza Balk - Lucinda
- Gabrielle Anwar - Dagney